# 게리 라이스트롬
게리 로저 라이스트롬(Gary Roger Rydstrom, 1959년 6월 29일 ~ )은 미국의 사운드 디자이너이자 영화 감독이다. 20개의 아카데미상 후보에 올랐다.

## 생애
라이스트롬은 시카고에서 태어났다. 1981년 서던캘리포니아 대학교 School of Cinematic Arts를 졸업했다. 1983년 노던캘리포니아주 스카이워커 사운드에서 경력을 시작했다.

## 참여 작품
- 인디아나 존스: 미궁의 사원
- 레모
- 럭소 주니어
- 레드의 꿈
- 스페이스볼
- 범죄와의 전쟁 (1988년 영화)
- 캡틴 EO
- 틴 토이
- 윌로우 (영화)
- 영혼은 그대 곁에
- 장식품
- 네온의 왕국
- 분노의 역류
- 터미네이터 2: 심판의 날
- 위험한 독신녀
- 미세스 다웃파이어
- 쥬라기 공원 (영화)
- 베이비 데이 아웃
- 캐스퍼 (영화)
- 스트레인지 데이즈 (영화)
- 토이 스토리
- 제임스와 거대한 복숭아
- 미션 임파서블 (영화)
- 쥬라기 공원 2: 잃어버린 세계
- 헤라클레스 (1997년 영화)
- 타이타닉 (1997년 영화)
- 라이언 일병 구하기
- 벅스 라이프
- 스타워즈 에피소드 1: 보이지 않는 위험
- 토이 스토리 2
- 터미네이터 (영화)
- 102 달마시안
- 낯선 사람들의 품속으로
- 아틀란티스: 잃어버린 제국
- 몬스터 주식회사
- 스타워즈 에피소드 2: 클론의 습격
- 마이너리티 리포트 (영화)
- 펀치 드렁크 러브
- 니모를 찾아서
- 헐크 (영화)
- 피터 팬 (2003년 영화)
- 스타쉽 트루퍼스 2
- 리프티드 (영화)
- 게드전기: 어스시의 전설
- 하와이안 베케이션
- 슈퍼 에이트
- 틴틴: 유니콘호의 비밀
- 미션 임파서블: 고스트 프로토콜
- 워 호스 (영화)
- 코쿠리코 언덕에서
- 마루 밑 아리에티
- 메리다와 마법의 숲
- 주먹왕 랄프
- 코쿠리코 언덕에서
- 바람이 분다 (영화)
- 페이스 오브 러브
- 스트레인지 매직
- 투모로우랜드 (영화)
- 쥬라기 월드
- 스타워즈: 깨어난 포스
- 마이 리틀 자이언트
- 더 포스트
- 레디 플레이어 원 (영화)
- 주먹왕 랄프 2: 인터넷 속으로
- 애드 아스트라
- 컴 어웨이
- 웨스트 사이드 스토리 (2021년 영화)